# Rasmus Dahlstedt
Rasmus Gunnar Dahlstedt, född 9 oktober 1978 i Täby församling i Stockholms län, är en svensk skådespelare, manusförfattare och regissör. Han är utbildad på Teaterhögskolan vid Göteborgs universitet 2009–2012.
Sedan i mars 2018 driver Dahlstedt podcasten Antipodden, i vilken han intervjuar gäster.

## Journalistik
2016 gjorde Dahlstedt ett reportage för Det Goda Samhället, "Vad tänker norrmännen om Sverige?". Det består av tre delar: norrmännens syn på svenska medier, begreppet "svenska tillstånd", och norrmäns och svenskars syn på nationalism. I reportaget intervjuar han norska politiker, debattörer och intellektuella som Kristin Clemet, Bjørn Stærk, Ketil Raknes, Asle Toje, Elin Ørjasæter, Harald Eia, Hege Storhaug, och Bjørgulv Braanen,

### PodcastAntipodden
Sedan mars 2018 driver Dahlstedt podcasten Antipodden. Några av de gäster han har intervjuat där är  Boris Benulic, Lars Åberg, Ann Heberlein, Jens Ganman, Katerina Janouch, Aron Flam, Rebecca Weidmo Uvell, Johan Lundberg, Åsa Linderborg, Lars Vilks, Magnus Henrekson, Julia Caesar, Horace Engdahl, Bianca Kronlöf och Gustav Kasselstrand.

## Skådespeleri

### Filmografi (urval)
- 2016 – Die Hände meiner Mutter
- 2016 - Söders Hjältar - Pelle Karlsson[4]
- 2017 – Nord bei Nordwest – Der Transport

### Teater (urval)
| År   | Roll                     | Produktion            | Regi             | Teater                 |
| ---- | ------------------------ | --------------------- | ---------------- | ---------------------- |
| 2018 | Julian Assange           | Visselblåsaren        | Fredrik Hiller   | Teaterstudio Lederman  |
| 2017 | Kung Salomo              | Himlaspelet           | Birgit Carlstén  | Sveasalen, Leksand     |
| 2016 | Jean                     | Fröken Julie          | Michael Riise    | Steninge Slott         |
| 2015 | Phoebus                  | Ringaren i Notre Dame | Eva Gröndahl     | Västerbottensteatern   |
| 2014 | Clifford Anderson        | Dödsfällan            | Jan De Laval     | Turné i Sverige        |
| 2013 | Hertig Valdemar          | Nyköpings Gästabud    | Rino Brezina     | Teater Sörmland        |
| 2011 | Chevalier Danceny        | Farliga Förbindelser  | Tereza Andersson | Östgötateatern         |
| 2008 | Goljadkin/Dubbelgångaren | Dubbelgångaren        | Mikael Edfelt    | Teaterstudio Lederman  |
| 2007 | Valère                   | Tartuffe              | Anders Larsson   | Roslagens Sommarteater |

### Manus/Regi (urval)
| År        | Produktion         | Scen                   | Roll           |
| --------- | ------------------ | ---------------------- | -------------- |
| 2008      | Busschauffören     | Göteborgs Filmfestival | Manus          |
| 2008      | Dubbelgångaren     | Teaterstudio Lederman  | Manus          |
| 2011      | Mamma, pajas, barn | Unga Klara             | Manus och regi |
| 2016-2018 | Söders Hjältar     | Svenska Narrativ       | Manus och regi |
| 2018      | Tartuffe           | Dramaten               | Regiassistent  |